# Garongan
Garongan is een bestuurslaag in het regentschap Kulon Progo van de provincie Jogjakarta, Indonesië. Garongan telt 3111 inwoners (volkstelling 2010).